# Мамакаєв Арбі Шамсуддинович
Арбі Шамсуддинович Мамака́єв (нар. 2 грудня 1918, Нижній Наур — пом. 24 серпня 1958, Мескети) — чеченський радянський письменник, поет, драматург і перекладач; член Спілки письменників СРСР з 1938 року. Вважається одним з основоположників вайнаської літератури, класик чеченської літератури.

## Біографія
Народився 2 грудня 1918 року в аулі Нижному Наурі (нині село Надтеречне, Чечня, Російська Федерація) в селянській родині. У семирічному віці осиротів, виховувався в дитбудинку в станиці Сірноводській. У 1936 році закінчив робітфак у Грозному і з того ж року став працювати у газеті «Ленинан некъ» («Ленінський шлях»). З 1938 року навчався на Вищих курсах драматургів у Грозному, одночасно працював диктором чечено-інгуського радіокомітету. 
З 1940 року працював відповідальним секретарем Спілки письменників Чечено-Інгусської АРСР. 1941 року заарештований за звинуваченням у контрреволюційній діяльності, однак через півроку звільнений. 1943 року по чечено-інгуському радіо передане помилкове повідомлення про винесений йому смертний вирок. У 1944 році, за осудження депортації народів Північного Кавказу, засланий до Магадану. На засланні літературною творчістю не займався. 
Із заслання у 1956 році переїхав до Казахстану, де жила його сім'я. Став працювати в редакції чеченської газети «Знамя труда» в Алма-Аті. У 1957 році був реабілітований і повернувся на батьківщину. Працював літературним консультантом Спілки письменників Чечено-Інгуської АРСР. Деякий час утримувався у психіатричній лікарні. Помер 24 серпня 1958 в селі Мескетах, у будинку свого друга, письменника Абузара Айдамирова.

## Творчість
Перший вірш «Рабфак» опублікував у 1934 році. Серед творів:
- поетична збірка «Хвилі Терека» (1940);
- повість «У рідний аул» (1941);

поеми
- «Аслага і Селіхат»;
- «У горах Чечні» (1940);
- «Незбережене щастя» (опубліковано у 1958 році);

Автор п'єс «Гнів» (1941), «Розвідка» (1942), присвячених німецько-радянській війні. П'єси поставлені на сцені Чечено-Інгуського драматичного театру.
Переклав на чеченську мову твори Михайла Лермонтова, Коста Хетагурова, Самуїла Маршака, Тараса Шевченка («Катерина», «Мар'яна-черниця», «Княжна», уривки з поеми «Гайдамаки» вміщені у виданні «Кобзаря» чеченською мовою, 1939). Присвятив українському поетові вірш «К Шевченку» (опублікований у збірці «Поеты Чечено-Ингушетии», 1939), українською мовою його надрукували під назвою «Невмирущий» у перекладі Степана Наливайка («Літературна Україна», 1964, 27 травня). 

## Вшанування

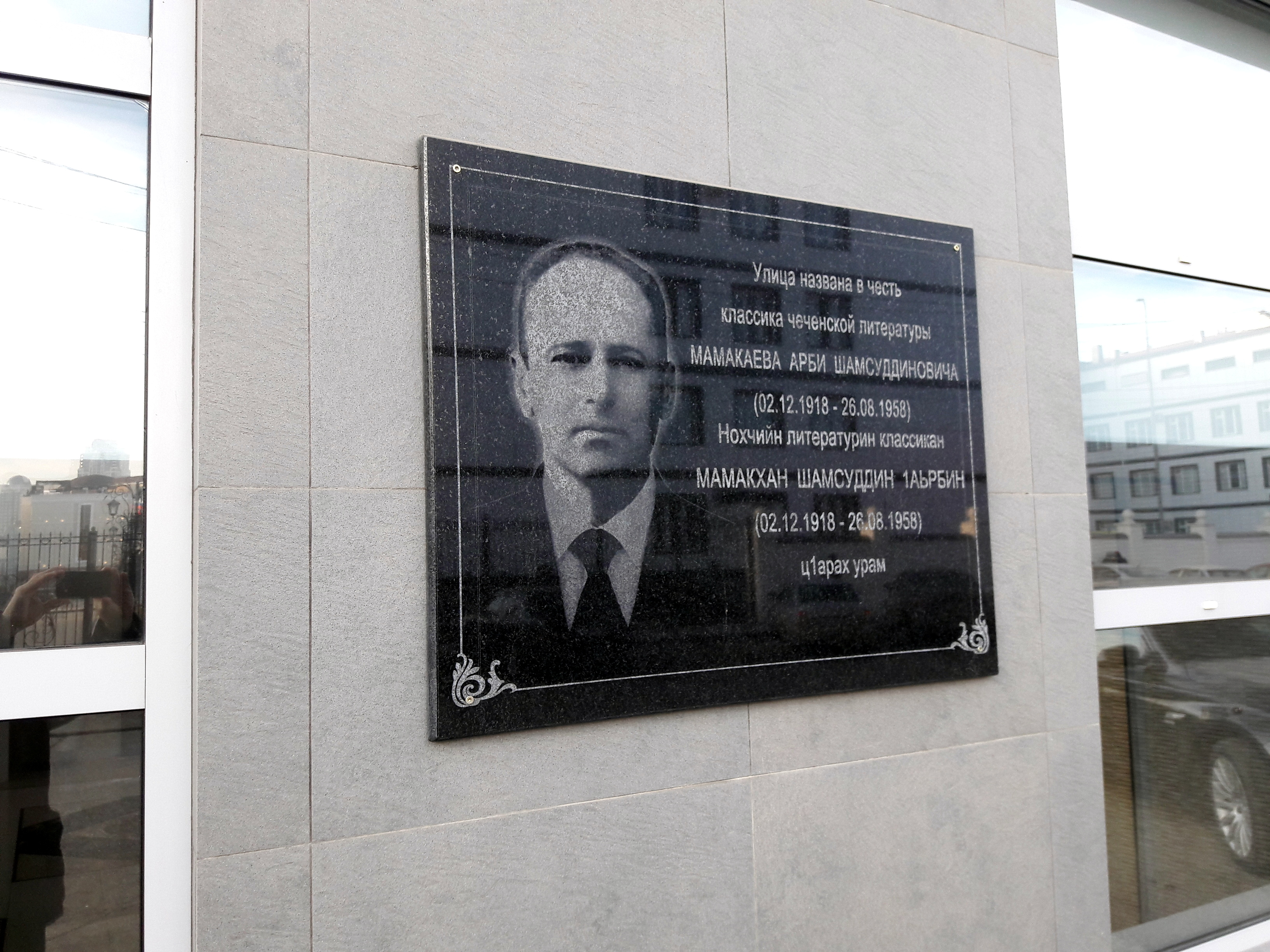
Анотаційна дошка в Грозному.

- У 1989 році, у рідному селі письменника Надтеречному, відкрито Літературно-меморіальний музей Арбі Мамакаєва;
- 2 грудня 2008 року в Надтеречному йому встановлено пам'ятник;
- Ім'ям Арбі Мамакаєва названо вулиці у Грозному[2] та Автурах[3]. У Грозному на будинку по вулиці імені Арбі Мамакаєва, № 1 встановлено анотаційну дошку.